# فرانك ريد (مغني)
فرانك ريد (بالإنجليزية: Frank Reed)‏ هو مغني أمريكي، ولد في 16 سبتمبر 1954 في أوماها في الولايات المتحدة، وتوفي في 26 فبراير 2014 في شيكاغو في الولايات المتحدة. كان مغنيًا وكاتب أغاني أمريكي. عُرف ريد بشكل أفضل كأول مغني رئيسي بديل لمجموعة تشي لايتس (فريق غناء) الغنائية الأمريكية. حل محل المغني الرئيسي الأصلي وكاتب الأغاني يوجين ريكورد في عام 1988 بعد فترة ازدهار مجموعة The Chi-Lites.

## وصلات خارجية
- فرانك ريد على موقع ميوزك برينز (الإنجليزية)